# Zuidhorn
Zuidhorn (en groningués: Zuudhörn) es una localidad y un antiguo municipio de la provincia de Groninga al norte de los Países Bajos. El municipio tiene una superficie de 128,36 km², de los que 2,76 km² están cubiertos por el agua. En marzo de 2014 contaba con una población de 18.765 habitantes.
Zuidhorn, situado en el sureste de Groninga, en la histórica región de Westerkwartier fronteriza con Frisia, es una comunidad eminentemente rural con un rico pasado como acreditan sus numerosas iglesias y edificios de valor histórico. El municipio se formó con la reordenación municipal de la provincia de Groninga de 1990 por la fusión de Aduard, Grijpskerk, Oldehove y el antiguo Zuidhorn.
El municipio lo forman quince pueblos o ciudades encabezados por Zuidhorn, que con cerca de siete mil habitantes es la sede del ayuntamiento; Aduard, Grijpskerk, Noordhorn y Oldehove tienen poblaciones comprendidas entre 1000 y 3000 habitantes; con menos de mil: Briltil, Den Ham, Den Horn, Kommerzijl, Lauwerzijl, Niehove, Niezijl, Pieterzijl, Saaksum y  Visvliet. Hay además más de treinta aldeas y asentamientos menores.
Dispone de dos estaciones en la línea de ferrocarril que une Groninga con Leeuwarden, situadas en la localidad de Zuidhorn y en Grijpskerk.

## Galería

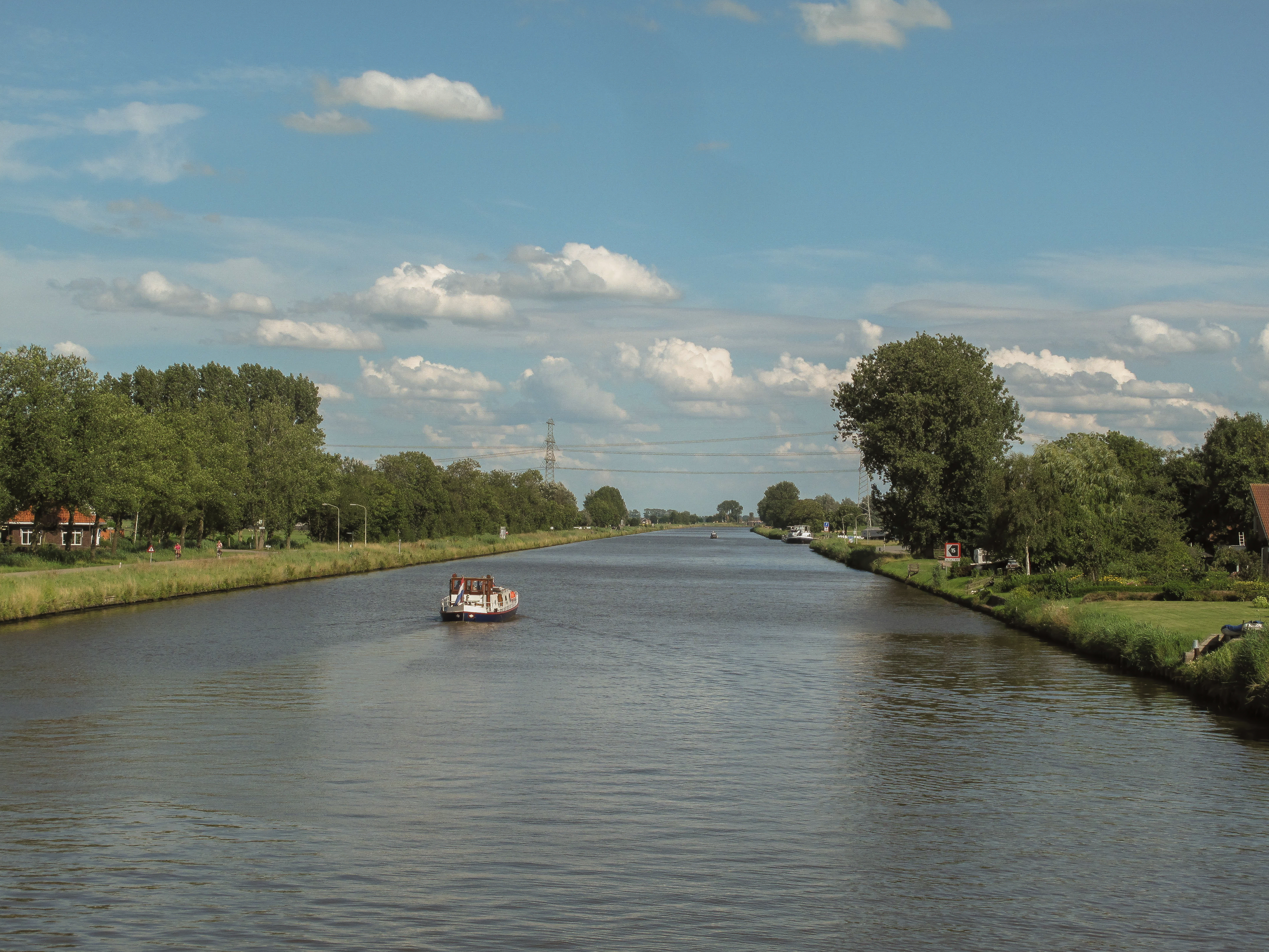
Aduard, el canal: het Van Starkenborghkanaal
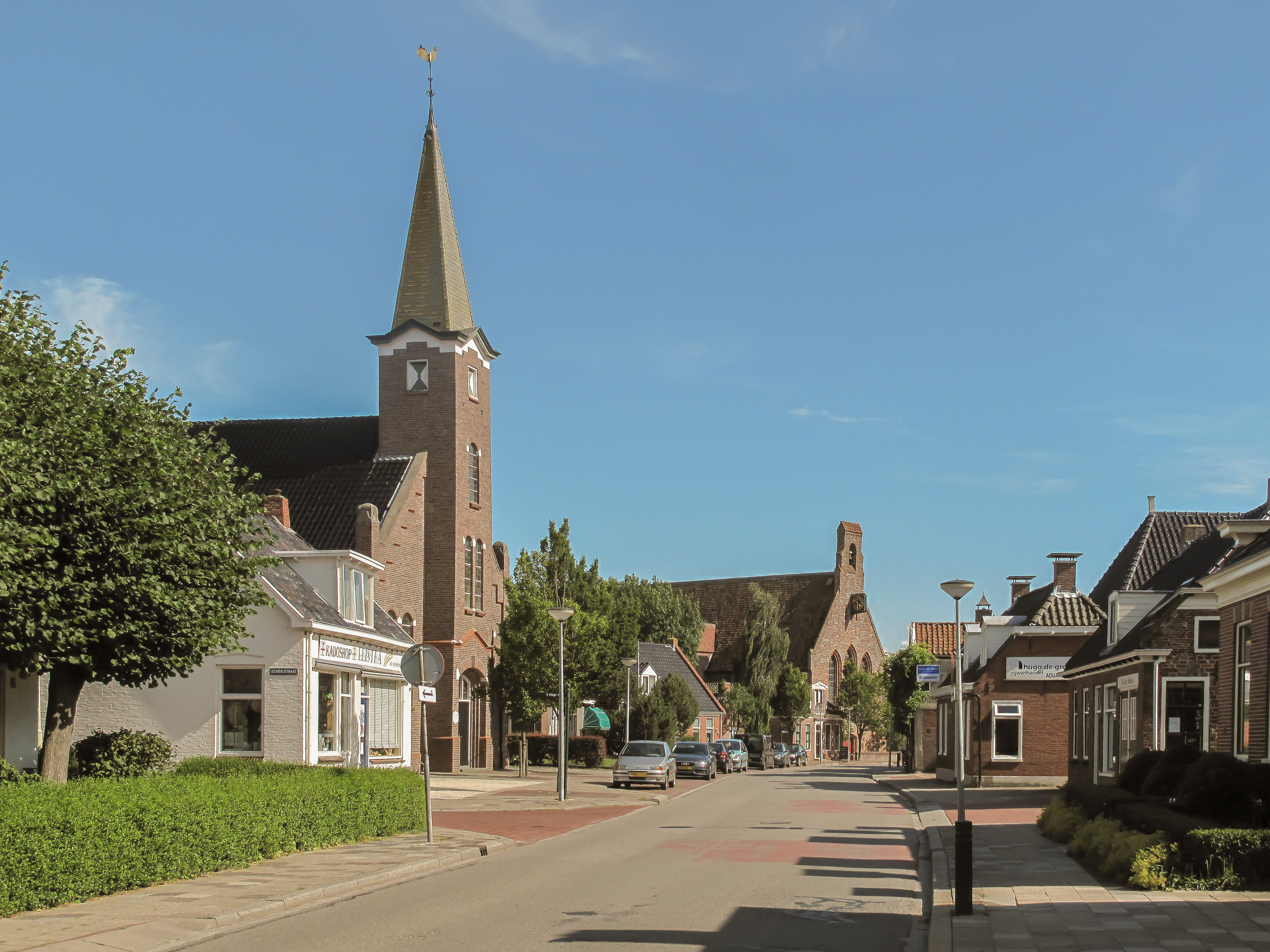
Aduard, dos iglesias en la calle
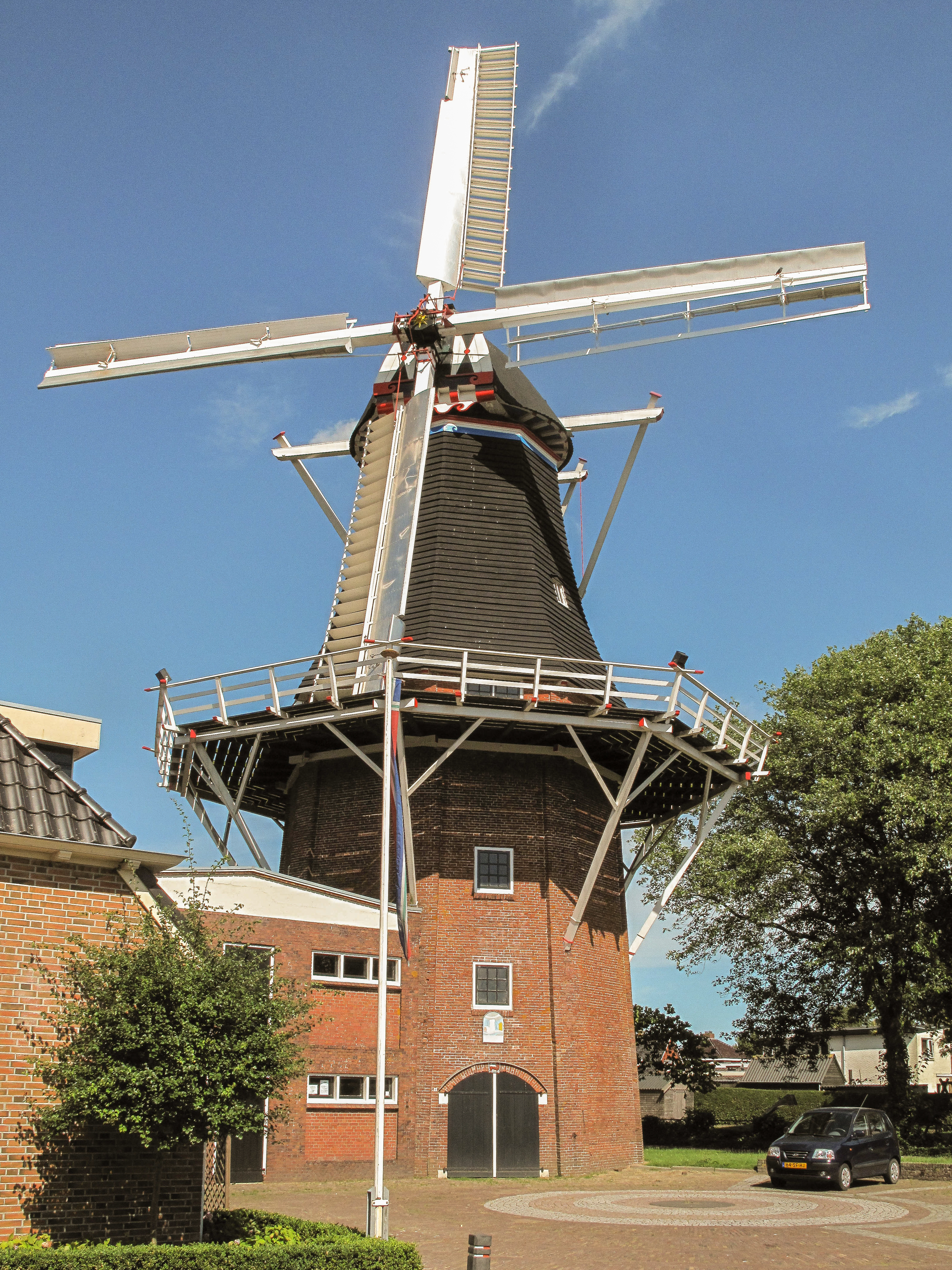
Oldehove, el molino: koren-en pelmolen de Leeuw
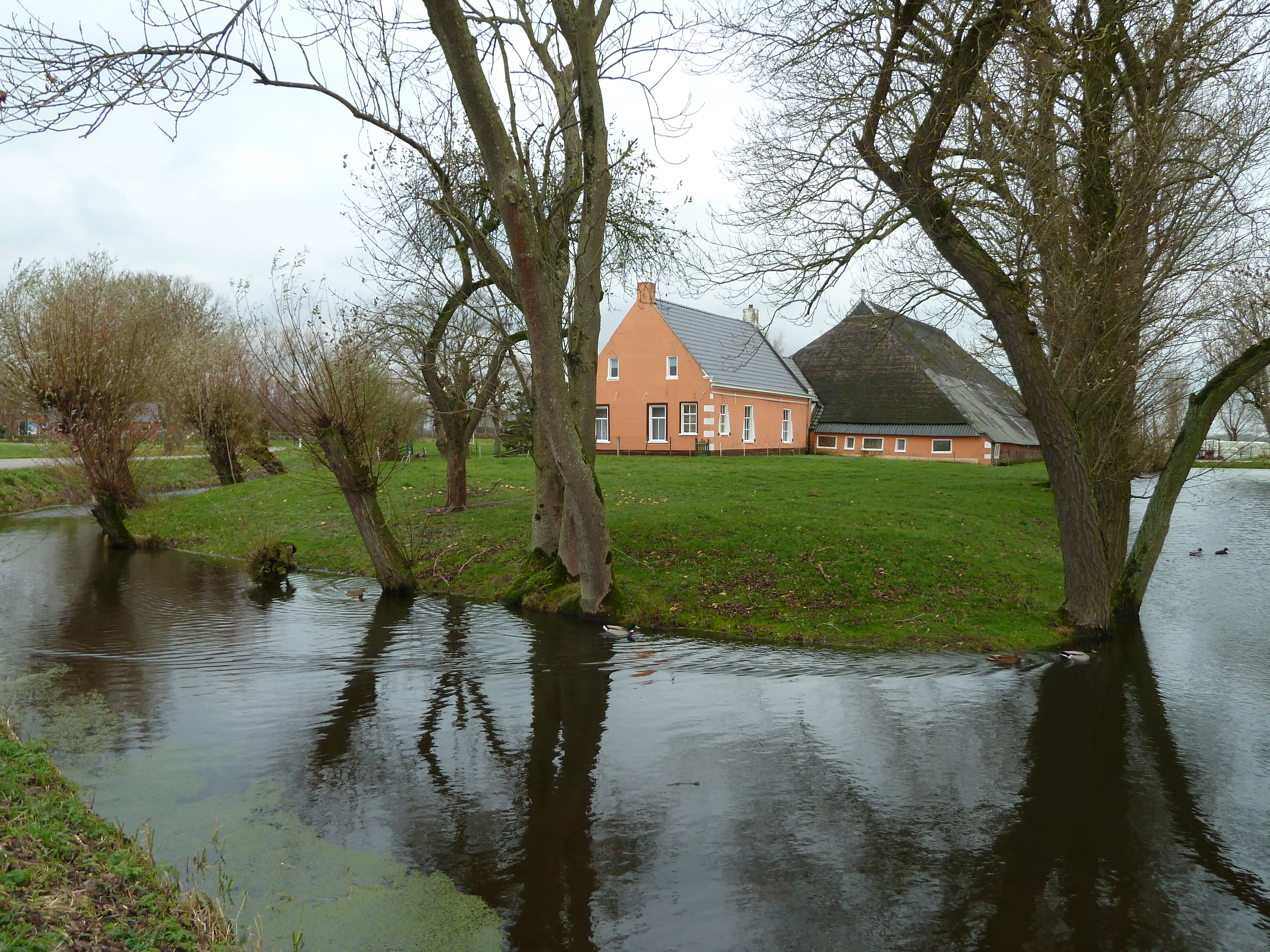
Den Horn
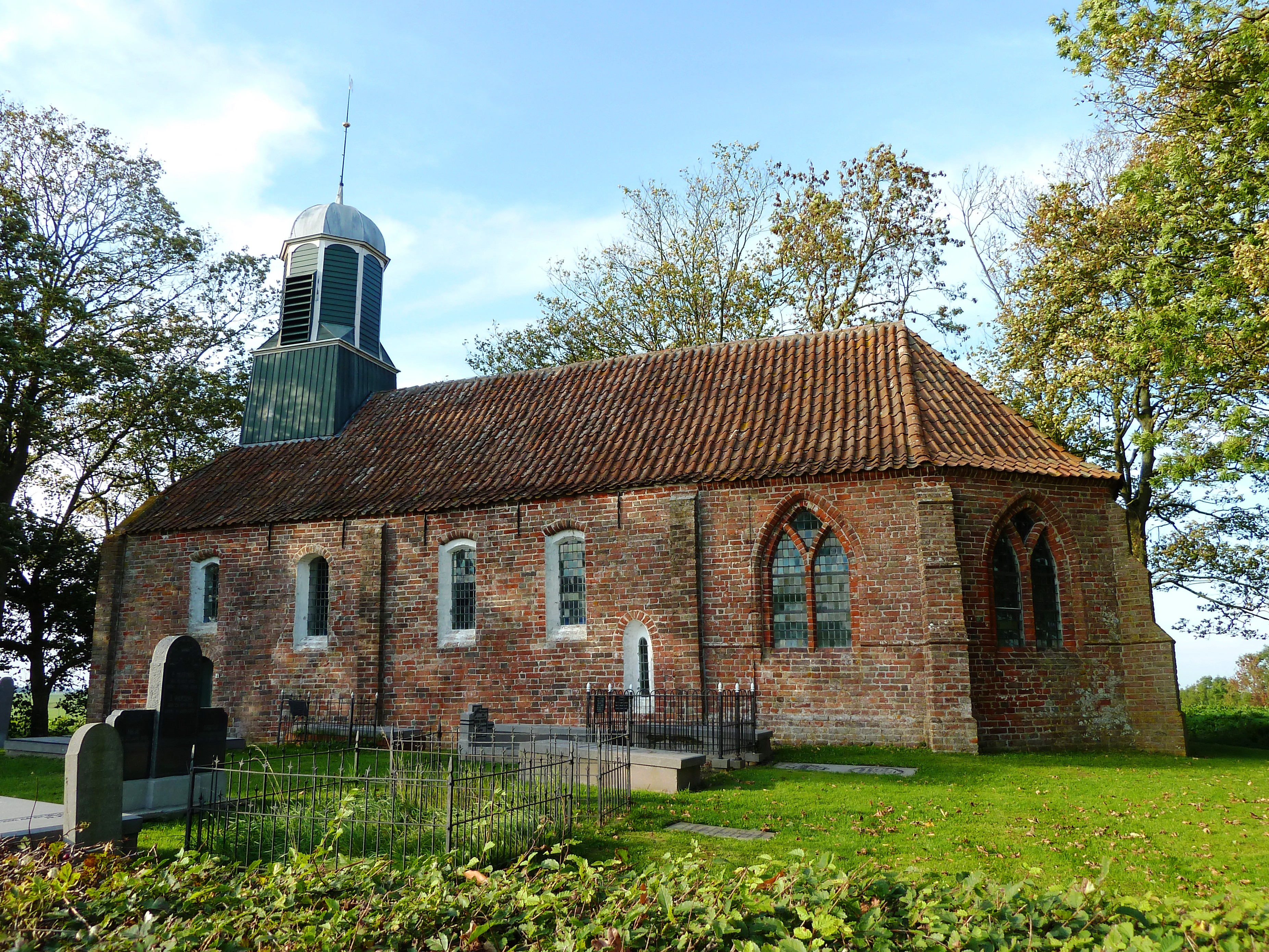
Fransum, iglesia (siglo XIII).
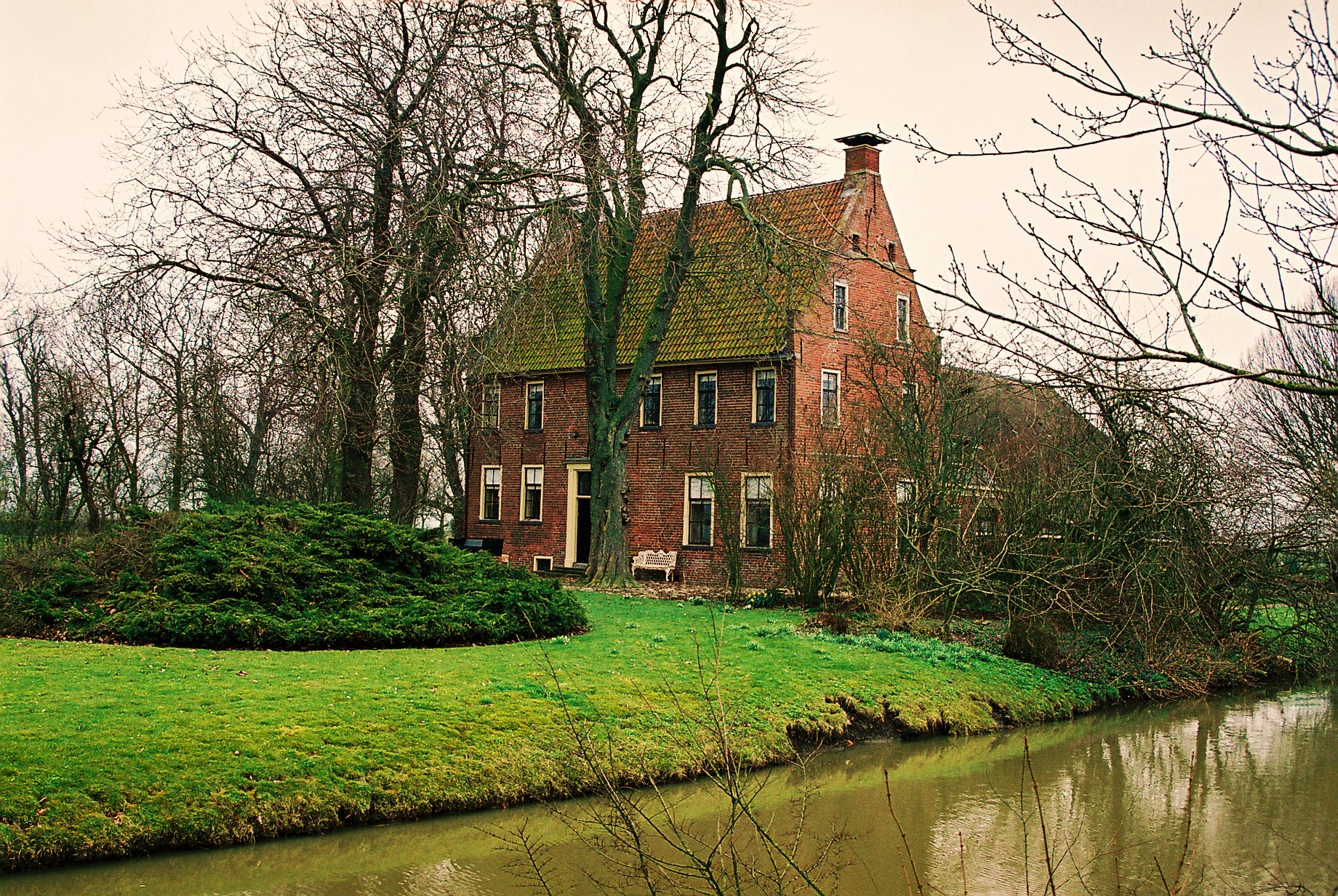
Piloersemaborg, granja fortificada en Den Ham.